# Фарш

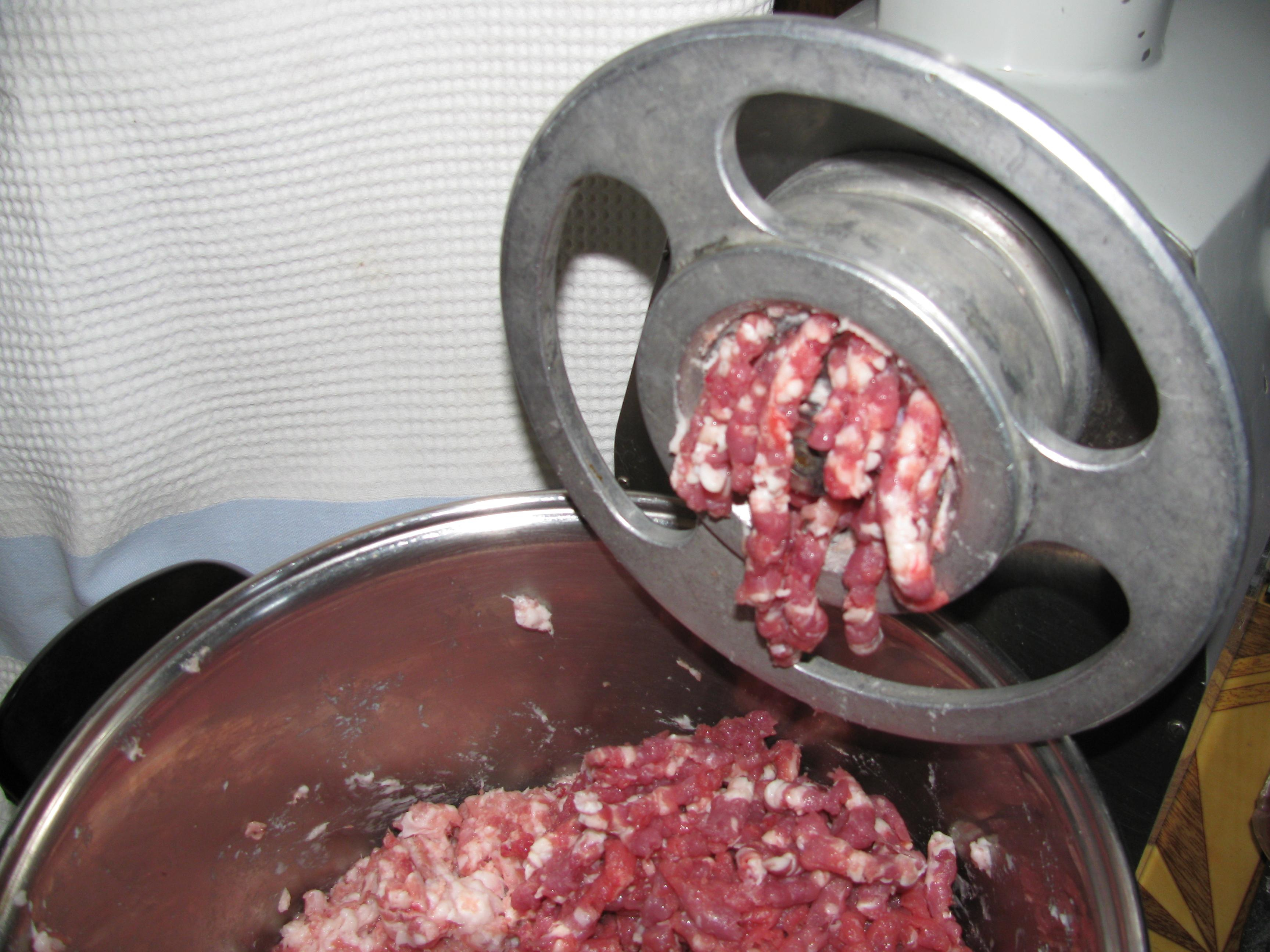
Приготування м'ясного ковбасного фаршу за допомогою м'ясорубки

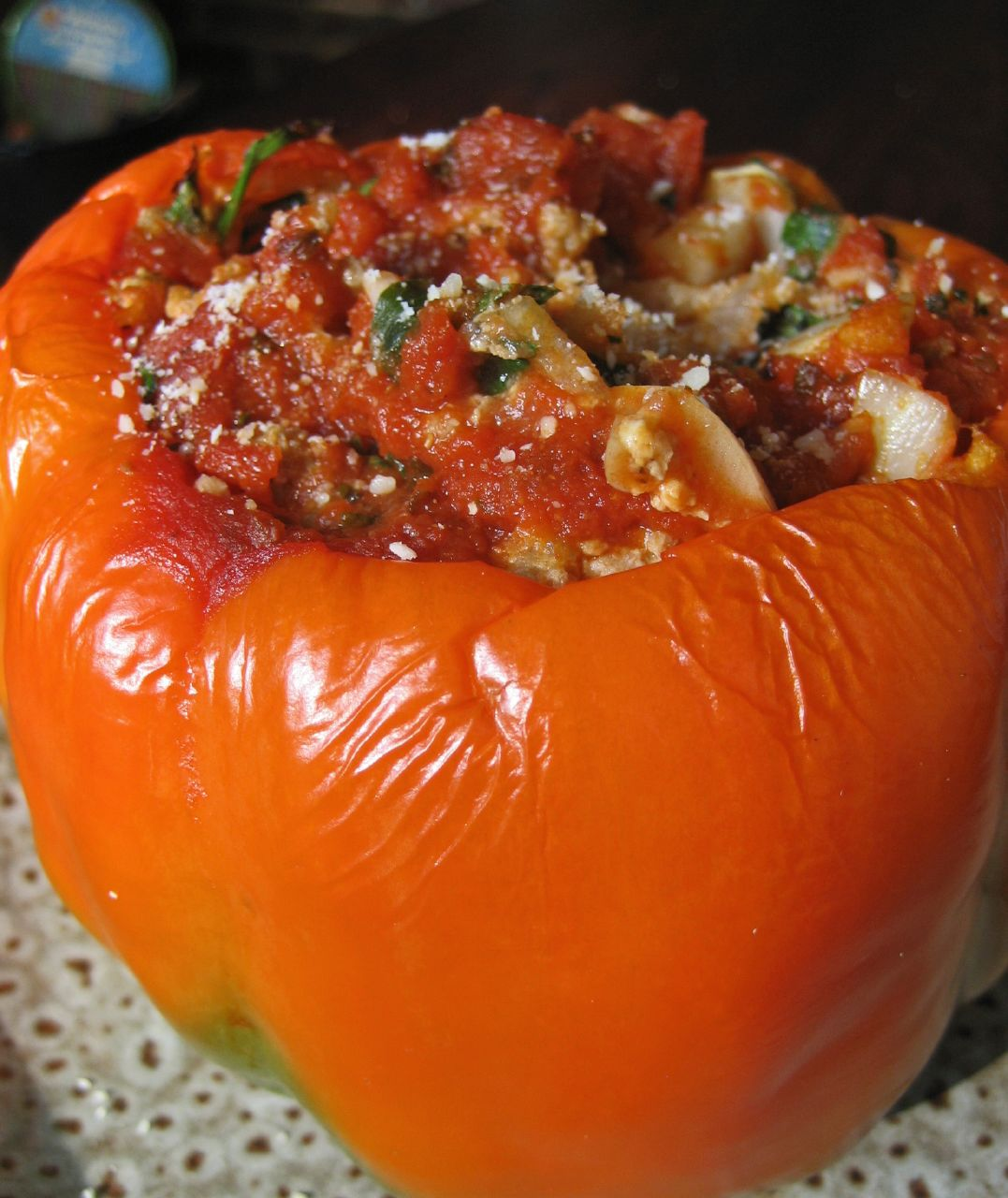
Солодкий перець, начинений м'ясним фаршем

Фарш — подрібнені на м'ясорубці чи вручну — м'ясо, риба, картопля, овочі, фрукти, гриби, лівер, сир.
Слугує начинкою до багатьох страв, як міжнародної кухні, зокрема французької, німецької, польської тощо, так і українських традиційних страв, таких як голубці, фарширований перець, зрази, вареники, пиріжки, омлети, ковбас, запіканки тощо.
Найпопулярнішими стравами та виробами з фаршу є котлети, шніцель, фрикадельки.